# Armenia bizantina
Con il termine Armenia bizantina, o Armenia occidentale, si intendono le parti del Regno d'Armenia che divennero parte dell'Impero bizantino. La dimensione del territorio variava nel tempo, a seconda del grado di controllo che i bizantini avevano sull'Armenia. 
Gli imperi bizantino e sasanide si spartirono l'Armenia nel 387 e nel 428. L'Armenia occidentale finì sotto il dominio bizantino, mentre l'Armenia orientale cadde sotto il controllo sassanide. Anche dopo l'istituzione del regno armeno dei Bagratidi, parti della regione storica dell'Armenia e delle aree abitate soprattutto da armeni erano ancora sotto il dominio bizantino.
Gli armeni non avevano rappresentanza nel Concilio ecumenico di Calcedonia nel 451 a causa della loro lotta contro i sassanidi in una ribellione armata. Questo motivo fece apparire una deriva teologica tra il cristianesimo armeno e quello bizantino.
Indipendentemente da ciò, molti armeni ebbero successo nell'impero bizantino. Numerosi imperatori bizantini furono etnicamente armeni, per metà armeni, o presumibilmente armeni, benché culturalmente romani d'oriente (bizantini). Un importante esempio è l'imperatore Eraclio, il cui padre era armeno e la cui madre era cappadocia. L'imperatore Eraclio iniziò la dinastia eracliana (610–717). Basilio I è un altro esempio di un armeno che inizia una dinastia, quella macedone: suo padre era armeno e sua madre era greca. Altri esempi di imperatori di origine armena completa o parziale sono Romano I, Giovanni I Zimisce, Mecezio, Artavasde, Filippico Bardane e Leone V.

## Militaria armena nell'esercito bizantino
L'Armenia, attraverso le sue truppe di soldati, diede grandi contributi a Bisanzio. L'impero aveva bisogno di un buon esercito poiché era costantemente minacciato da altre potenze. L'esercito era relativamente piccolo (non superava i 150 000 uomini). I militari furono inviati in diverse parti dell'impero, dove presero parte alle battaglie più feroci e non superarono mai i 20 000 o i 30 000 uomini. Dal V secolo in poi gli armeni furono considerati il principale costituente dell'esercito bizantino. Lo storico bizantino Procopio racconta che gli scholarii, le guardie del palazzo dell'imperatore, "furono scelti tra gli armeni più valorosi".
I soldati armeni dell'esercito bizantino furono anche citati nei secoli successivi, soprattutto durante il IX e X secolo, probabilmente il periodo di maggiore loro partecipazione nell'esercito. Gli storici bizantini e arabi sono concordi nel riconoscere l'importanza dei soldati armeni nell'esercito. Charles Diehl, storico francese, ad esempio, scrisse: "Le unità armene, in particolare durante questo periodo, erano numerose e ben addestrate". Un altro storico bizantino lodò il ruolo decisivo svolto dalla fanteria armena nelle vittorie degli imperatori bizantini Niceforo II Foca e Giovanni I Zimisce.
A quei tempi gli armeni prestavano servizio fianco a fianco ai norvegesi arruolati nell'esercito bizantino. Questo primo incontro tra gli abitanti delle montagne armene e i norvegesi fu discusso da Nansen, che avvicina questi due elementi l'uno all'altro e registra: "Furono gli armeni che insieme ai nostri antenati scandinavi formarono le unità d'assalto dei bizantini". Inoltre, Bussel sottolinea le somiglianze nel modo di pensare e nello spirito dei signori feudali armeni e dei guerrieri del nord. Afferma che, in entrambi i casi, c'era una strana assenza e ignoranza del governo e dell'interesse pubblico e allo stesso tempo un interesse altrettanto grande nel raggiungere distinzioni personali e lealtà verso i loro padroni e leader.

## Imperatori armeni di Bisanzio
La spartizione dell'Impero Romano tra i due figli dell'imperatore Teodosio fu presto seguita da un predominio di elementi stranieri alla corte di Bisanzio, la metà orientale del mondo diviso. La vicinanza della capitale all'Armenia attirò sulle rive del Bosforo un gran numero di armeni, che per tre secoli ebbero un ruolo illustre nella storia dell'Impero d'Oriente.
L'importante ruolo svolto nella storia di Bisanzio dagli armeni è stato generalmente non riconosciuto.

## Concilio di Teodosiopoli (593)

Confine bizantino-persiano dell'Armenia dopo la conclusione della pace nel 591

Dopo la conclusione della lunga guerra romano-persiana del 572-591, il dominio bizantino diretto fu esteso a tutte le regioni occidentali dell'Armenia. Per rafforzare il controllo politico sulle regioni appena annesse, l'imperatore Maurizio (582-602) decise di sostenere la fazione filocalcedoniana della Chiesa armena locale. Nel 593, un consiglio regionale dei vescovi armeni occidentali fu convocato a Teodosiopoli e proclamò la piena fedeltà alla Definizione di Calcedonia. Il consiglio ha anche eletto John (Yovhannes, o Hovhannes) di Bagaran come nuovo Catholicos degli armeni di Calcedonia.